# Городское поселение Луговой
Городское поселе́ние Луговой — муниципальное образование в Кондинском районе Ханты-Мансийского автономного округа Российской Федерации.
Административный центр — посёлок городского типа Луговой.

## История
Статус и границы городского поселения установлены Законом Ханты-Мансийского автономного округа - Югры от 25 ноября 2004 года № 63-оз «О статусе и границах муниципальных образований Ханты-Мансийского автономного округа - Югры»

## Население
| 2009  | 2010  | 2012  | 2013  | 2014  | 2015  | 2016  |
| ----- | ----- | ----- | ----- | ----- | ----- | ----- |
| 1787  | ↘1756 | ↘1692 | ↘1600 | ↘1582 | ↘1572 | ↘1524 |
| 2017  | 2018  | 2019  | 2020  | 2021  |       |       |
| ↘1507 | ↘1492 | ↘1475 | ↘1440 | ↗1589 |       |       |

## Состав городского поселения
| № | Населённый пункт | Тип населённого пункта      | Население |
| - | ---------------- | --------------------------- | --------- |
| 1 | Луговой          | пгт, административный центр | ↗1589     |